# Bạo loạn miền Nam Thái Lan

Cờ của Pattani Raya, một biểu tượng của chủ nghĩa ly khai Pattani

Bạo loạn miền Nam Thái Lan là một chiến dịch ly khai tập trung ở vùng Pattani, 3 tỉnh miền nam của Thái Lan với bạo loạn liên tục lan sang các tỉnh lân cận và đe dọa lan đến thủ đô Bangkok. Một loạt các xung đột đã dẫn đến cái chết của 1200 người trong thập kỷ qua, với hơn 1000 người chết kể từ khi bạo loạn nổ ra tháng 1 năm 2004. Vùng bạo loạn là nơi đa số cư dân lại là thiểu số Hồi giáo trên một đất nước Phật giáo, các vụ bạo động rẽ qua một bước ngoặt mới đáng ngại hơn vì liên can trực tiếp đến tôn giáo. Người Hồi Giáo nơi đây vẫn thường than phiền là bị chính phủ trung ương kỳ thị. Chỉ trong tháng 1 năm 2004, liên tiếp 5 tu sĩ Phật giáo tại nơi này bị kẻ lạ dùng dao tấn công một cách dã man trong 4 vụ khác nhau. Ba vụ ở tỉnh Yala và 1 vụ ở tỉnh Narathiwat, 3 tu sĩ thiệt mạng, trong đó có một người chỉ mới 13 tuổi. Những người còn lại bị thương nặng. Họ đều bị tấn công trong lúc đang đi khất thực theo truyền thống của các nhà sư Thái Lan. Theo các nhà quan sát, các vụ tấn công vào các tu sĩ Phật giáo rất hiếm thấy tại xứ chùa vàng, một quốc gia có hơn 90% dân chúng theo đạo Phật.
Tính đến tháng 8/2009, có hơn 3.700 người thiệt mạng tại ba tỉnh cực Nam Thái Lan - Narathiwat, Pattani và Yala - kể từ khi cuộc chiến tranh du kích đòi ly khai bộc phát trở lại vào tháng 1/1960. Sự hiện diện đông đảo của lực lượng an ninh không ngăn chặn được tình trạng bạo động gây tổn thất sinh mạng cho cả phía người theo Phật giáo lẫn Hồi giáo. Phiến quân tấn công thành phần công chức, những người hợp tác với chính quyền, binh sĩ, cảnh sát và thành phần mật báo viên. Họ cũng tấn công vào thường dân để cộng đồng người theo Phật giáo phải hoảng sợ rời khỏi khu vực này. Khu vực ba tỉnh cực Nam Thái Lan từng là một tiểu vương quốc Hồi giáo cho đến khi bị chính phủ Thái sáp nhập vào đầu thế kỷ 20.

## Mâu thuẫn tôn giáo
Tại miền Nam nước Thái, nơi đa số dân chúng theo đạo Hồi, đây là lần đầu tiên từ nhiều năm mới xuất hiện những hành vi bạo động như vậy. Trong tháng Giêng 2004, tình hình khu vực miền Nam Thái Lan căng thẳng hẳn lên sau một loạt những vụ tấn công vào các cơ sở là biểu tượng của chính quyền trung ương như trường công, đồn bót cảnh sát, thậm chí cả doanh trại quân đội. Trong bối cảnh đó, các sự kiện liên tiếp nhắm vào tu sĩ Phật giáo tại vùng đông dân Hồi Giáo này đã khiến giới quan sát lo ngại là tinh thần hận thù tôn giáo có thể bị kích động thêm khiến cho tình hình tại miền Nam Thái Lan thêm bất ổn định. Tình trạng mà người theo đạo Hồi ở miền Nam Thái Lan cho là bị phân biệt đối xử là một nhân tố thuận lợi cho việc kích động thù hận đó. Tại khu vực này, những người theo đạo Phật chỉ là thiểu số, nhưng họ thường là những thành phần giàu có hơn là đa số người theo đạo Hồi.
Mặt khác, cộng đồng Hồi Giáo ở miền Nam Thái Lan lại là người gốc Mã Lai, trong lúc người theo Phật giáo thường là người gốc Thái. Do đó, những người Thái đạo Phật bị những người Hồi Giáo tại chỗ coi là người từ nơi khác tới. Sau cùng, đa số những chức vụ quan trọng trong guồng máy hành chánh và cảnh sát tại miền Nam Thái Lan lại được giao cho người theo đạo Phật. Hiện tượng này lại càng tạo thêm tâm lý bất mãn trong đa số cư dân là người Hồi Giáo.
Chính quyền Bangkok vào ngày 24/1, 2004 quy trách nhiệm các vụ bạo động nhắm vào các tu sĩ Phật giáo cho các thành phần Hồi Giáo đòi ly khai. Theo Thủ tướng Thái Lan Thaksin Shinawatra, dụng tâm của những kẻ sát nhân là muốn tạo ra xung đột tôn giáo. Cuộc điều tra tìm kiếm thủ phạm được ráo riết xúc tiến.
Tuy nhiên, đối với nhiều nhà phân tích, với các vụ bạo động lúc đó đang gia tăng trở lại và bắt đầu nhiễm màu sắc tôn giáo, chính quyền Bangkok sẽ phải xem xét lại chính sách của họ đối với thiểu số Hồi Giáo tại Thái Lan nhằm giải tỏa tâm lý bất bình trong cộng đồng này vốn là môi trường dẫn đến bạo động.

## Tiếp diễn
Tháng 7/2005, Thủ tướng Thaksin Shinawatra nhận thêm nhiều quyền lực mới để xử lý với cuộc bạo loạn. Tháng 9/2006, Tư lệnh quân đội Sonthi Boonyaratkalin được tăng cường quyền lực thi hành để chống lại các cuộc bạo loạn. Ngày 19/9, Sonthi và quân đội Thái Lan đã lật đổ Thaksin. Bất chấp các thái độ hòa giải từ hội đồng tư vấn, bạo loạn vẫn tiếp tục leo thang.
Ngày 26 tháng 10 năm 2009, hai Phật tử trong một ngôi làng, tuổi 19 và 46, bị giết trong một cuộc bắn lén ở tỉnh Pattani vào buổi trưa. Các hung thủ là bốn người tình nghi phiến quân đi trên hai xe gắn máy. Cũng tại Pattani, một phiến quân 29 tuổi và một cảnh sát biên phòng thiệt mạng trong cuộc chạm súng vào buổi tối, có một cảnh sát viên khác cũng bị thương. Trong một vụ nổ súng khác trong tỉnh, một dân làng gốc Hồi giáo, 23 tuổi, bị kẻ lạ mặt, tình nghi là phiến quân, bắn chết khi đang chạy xe gắn máy.

## Quốc tế

### Malaysia
Ngày 10 tháng 1 năm 2013, Tổng thư ký Hội Đồng An Ninh Quốc gia Thái Lan, Trung tướng Paradorn Pattathabutr nói rằng Malaysia ủng hộ nỗ lực của chính phủ Thái Lan nhằm chấm dứt tình trạng bạo động, đồng thời sẵn sàng trợ giúp trong vai trò trung gian nếu được yêu cầu, khi tháp tùng Phó Thủ tướng Chalerm Yoobamrung trong chuyến viếng thăm Malaysia.
Phía Malaysia từng hỗ trợ Philippines trong cuộc thương thảo với thành phần Hồi Giáo ly khai và cho biết sẽ ứng dụng mô hình này vào trường hợp Thái Lan.

## Thương thảo hòa bình
Ngày 28 tháng 3 năm 2013, Chính phủ Thái Lan mở phiên họp chính thức đầu tiên với đại diện của nhóm nổi dậy Mặt Trận Cách mạng Dân Dộc (Barisan Revolusi Nasional, BRN) nhằm thương thuyết hòa bình. Cuộc thảo luận chú trọng vào cách làm sao để giảm bớt đổ máu.
Chính phủ Thái Lan cũng thông báo một vụ nổ bom vào sáng ngày 28 tháng Ba, làm thiệt mạng ba binh sĩ và cho rằng đây là hành động nhắm phá hoại cuộc hòa đàm. Có năm binh sĩ khác cũng bị thương trong vụ nổ bom nhắm vào một đội tuần tra trong tỉnh Narathiwat.